# Dasychira brevipennis
Dasychira brevipennis är en fjärilsart som beskrevs av Hoffmeyer 1958. Dasychira brevipennis ingår i släktet Dasychira och familjen tofsspinnare. Inga underarter finns listade i Catalogue of Life.